# Les Indes noires (téléfilm)
Pour le roman, voir Les Indes noires.
Les Indes noires est un téléfilm français réalisé par Marcel Bluwal d'après le roman éponyme de Jules Verne et diffusé en 1964.

## Synopsis
La famille Ford a élu domicile dans la vieille mine désaffectée d'Aberfoyle. Un jour, Simon et son fils découvrent un nouveau filon. Ils en avertissent aussitôt l'ingénieur James Starr. Mais d'étranges évènements se déroulent dans la nouvelle mine...

## Fiche technique
- Titre : Les Indes noires
- Réalisation : Marcel Bluwal
- Scénario : Marcel Moussy, d'après le roman de Jules Verne
- Costumes : Anne-Marie Marchand
- Chef opérateur : Roger Arrignon
- Musique : Georges Delerue
- Décors : Jacques Lys
- Production : ORTF
- Durée : 88 minutes (1h28)
- Date de diffusion : 25 décembre 1964

## Distribution
- Alain Mottet : James Starr
- Georges Poujouly : Harry Ford
- André Valmy : Simon Ford
- Jean-Pierre Moulin : Jack Ryan
- Geneviève Fontanel : Maggie
- Paloma Matta : Nell
- Yvette Étiévant: Madge Ford
- Christian Barbier : Silfax
- Jean Galland : Sir Elphiston
- Jean Obé : premier policier
- Henri Marteau : deuxième policier
- Jacques Florence : un jeune mineur
- Robert Munk : le prêtre
- Mag-Avril : Mac Failane
- Jacques Bouvier
- Billy Callaway
- Arnaud Jouannest
- Robert Moor
- Lucien Morisse

## Réédition
Le film est dans le coffret Les Inédits fantastiques publié par l'INA en 2011. 